# San Filippo Neri in Eurosia
San Filippo Neri in Eurosia är en församlingskyrka i Rom, helgad åt den helige Filippo Neri. Kyrkan, som uppfördes mellan 1952 och 1955, är belägen i området Garbatella. 

## Diakonia
San Filippo Neri in Eurosia är sedan år 1967 titeldiakonia. Den är vakant sedan april 2017.
Kardinaldiakoner
- Alfred Bengsch pro illa vice titulus (1967–1979)
- Vakant (1979–2003)
- Attilio Nicora (2003–2014); pro hac vice titulus (2014–2017)